# Trondheimsregionen
Trondheimsregionen er et interkommunalt samarbejdsområde og en økonomisk region i Sør-Trøndelag i Norge. Det omfatter de 3 kommuner Trondheim, Klæbu og Malvik. Distriktet har tilsammen 180.876 indbyggere (1. juli 2007) og et areal på 697 kvadratkilometer. Det domineres af storbyen Trondheim, som er landsdelshovedstad for Trøndelag og Norges 3. største by efter Oslo og Bergen.

## Administrative inddelinger
- Området indgår i handelsregionen Trondheimsregionen (SSB).
- Kommunerne deltager i Samarbeidskomiteen for Trondheimsregionen.
- Trondheim kommune er retsområde for Trondheim tingrett under Frostating lagdømme.
- Klæbu og Malvik indgår i retsområdet for Sør-Trøndelag tingrett under Frostating lagdømme.
- Trondheim omfattes af Nidaros domprovsti, Strinda provsti og (sammen med Klæbu) Heimdal provsti, alle under Nidaros bispedømme i Den norske kirke.
- Malvik hører til Stjørdal provsti (under Nidaros), og er med i Værnesregionen.
- Området indgik i det tidligere Strinden og Selbu fogderi.

63°25′59″N 10°22′01″Ø / 63.433°N 10.367°Ø